# Język kafoa
Język kafoa, także: jafoo, aikoli, fanating, pailelang, ruilak – język papuaski używany w prowincji Małe Wyspy Sundajskie Wschodnie w Indonezji, przez grupę ludności w południowo-zachodniej części wyspy Alor. Według danych z 1981 r. posługuje się nim 1000 osób. Należy do grupy języków alor-pantar.
Jego użytkownicy zamieszkują głównie przysiółek o nazwie Habolat (Habollat, Hifolat) na terytorium wsi Probur Utara, a po części także przysiółek Lola w rejonie nadbrzeżnym.
Społeczność jest wielojęzyczna, w użyciu są również inne języki, takie jak malajski, klon i abui. Dzieci zwykle przyswajają wpierw malajski, a swój język etniczny poznają dopiero w wieku szkolnym.
Poświęcono mu rozdział Kafoa w publikacji The Papuan Languages of Timor, Alor and Pantar: Sketch Grammars (2017). Dane nt. języka kafoa zbierali również badacze z Indonezyjskiego Instytutu Nauk.